# Philodendron peraiense
Philodendron peraiense är en kallaväxtart som beskrevs av George Sydney Bunting. Philodendron peraiense ingår i släktet Philodendron och familjen kallaväxter. Inga underarter finns listade.